# Union pour la république et la démocratie
L’Union pour la république et la démocratie (URD) est un parti politique malien créé en juin 2003 par des dissidents de l'Alliance pour la démocratie au Mali-Parti africain pour la solidarité et la justice (Adéma-PASJ) autour de Soumaïla Cissé, ancien ministre de l'économie et des finances d’Alpha Oumar Konaré.

## Histoire

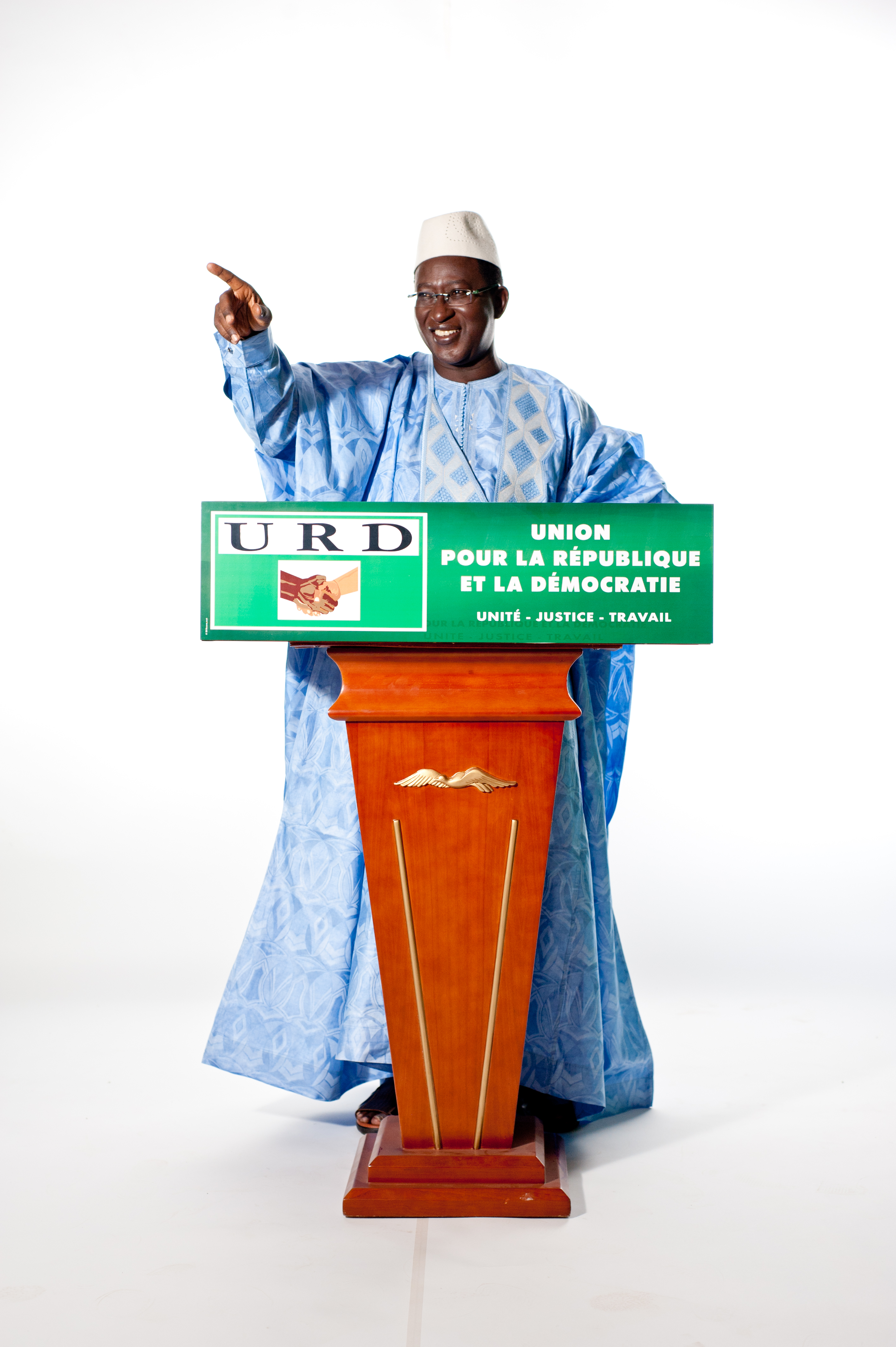
Soumaïla Cissé au pupitre de l'URD, vers 2012.

En juin 2003, l’URD est créé par des militants dissidents de l'Alliance pour la démocratie au Mali-Parti africain pour la solidarité et la justice (Adema-PASJ) réunis autour de Soumaïla Cissé, ancien candidat à l’élection présidentielle de 2002, qui considère avoir été lâché par une partie de l’Adema-PASJ.
Lors des élections communales de 2004, l’URD arrive en deuxième position, avec 1 636 conseillers communaux élus. Ali Farka Touré est élu maire de Niafunké à la tête d’une liste de l’URD.
L’URD soutient le président sortant Amadou Toumani Touré lors de l’élection présidentielle malienne de 2007 et obtient 34 députés aux élections législatives qui ont suivi. 
Le 5 avril 2008, le Parti malien pour le progrès social (PMPS Ciwara Ton), réuni en congrès extraordinaire à la Maison des jeunes à Bamako, décide de se dissoudre dans l’URD. Le PMPS, créé en 1991, était présidé par Moriba Samaké.
Les 17 et 18 septembre 2011, l'Union pour la république et la démocratie investit Soumaïla Cissé comme candidat à l'élection présidentielle.
L’URD, longtemps présidée par Younoussi Touré, est, du 23 novembre 2014 jusqu'à son décès le 25 décembre 2020, menée par Soumaila Cissé.
Le parti est représenté au Conseil national de la transition.

## Congrès
- 1er congrès (2003)
- 2e congrès (2008)
- 3e congrès (2014)
- 4e congrès (2019)
- congrès extraordinaire (2022)

## Présidents
- 2003-2014 : Younoussi Touré
- 2014-2020 : Soumaïla Cissé
- 2020-2023 : Salikou Sanogo (intérim)
- depuis 2023 : Gouagnon Coulibaly

## Résultats électoraux
| Année | Élection                           | Scores et observations                                                                                    |
| 2004  | Élections communales               | 1636 conseillers                                                                                          |
| 2007  | Élection des conseillers nationaux | 13 conseillers (sur 75)                                                                                   |
| 2007  | Élection présidentielle            | Membre de l’Alliance pour la démocratie et le progrès qui a soutenu la candidature d’Amadou Toumani Touré |
| 2007  | Élections législatives             | 34 (sur 147)                                                                                              |
| 2009  | Élections communales               | 2173 conseillers                                                                                          |
| 2013  | Élections législatives             | 17 (sur 147)                                                                                              |
| 2018  | Élection présidentielle            | Soumaïla Cissé, 32,83% au second tour                                                                     |
| 2020  | Élections législatives             | 19 (sur 147)                                                                                              |